# Бетховен, Людвиг ван
Лю́двиг ван Бетхо́вен (нем. Ludwig van Beethoven, произношение: [ˈluːtvɪç fan ˈbeːthoːfn̩] (слушать)о файле; 16 декабря 1770, Бонн, Кёльнское курфюршество, Священная Римская империя — 26 марта 1827, Вена, Эрцгерцогство Австрия, Австрийская империя) — немецкий композитор, пианист и дирижёр, последний представитель «Венской классической школы».
Бетховен — ключевая фигура классической музыки в переходный период между классицизмом и романтизмом, один из наиболее исполняемых композиторов в мире. Он писал во всех существовавших в его время жанрах, включая оперу, музыку к драматическим спектаклям, хоровые сочинения. Самыми значительными в его наследии считаются инструментальные произведения: фортепианные, скрипичные и виолончельные сонаты, концерты для фортепиано, для скрипки, квартеты, увертюры, симфонии. Творчество Бетховена оказало значительное воздействие на симфонизм XIX и XX веков.

## Биография

### Происхождение
Людвиг ван Бетховен родился в 1770 году в Бонне 16 декабря, крещён там же 17 декабря 1770 года.
Его отец, Иоганн ван Бетховен (1740—1792), был певцом-тенором в придворной капелле. Мать, Мария-Магдалина, до замужества Кеверих (1746—1787), была дочерью придворного шеф-повара в Кобленце. Родители Людвига поженились в 1767 году.
Дядя по матери, Иоганн Петер Кеверих (1734—1807), был священником и вёл религиозную жизнь.
Дед, Людвиг ван Бетховен-старший (1712—1773), был родом из Мехелена (Южные Нидерланды). Он служил в той же капелле, что и Иоганн, сначала певцом (у него был бас), а затем — капельмейстером.
Дед по матери, Иоганн Генрих Кеверих (1701—1759), был главным придворным поваром на службе у курфюрста Трира, проживавшего в замке Филипсбург в Эренбрайтштайне.
Прадед по отцовской линии, Михаэль ван Бетховен (1684—1749), был мастером-пекарем.
В конце XV века жил предок Людвига ван Бетховена в седьмом поколении некий Ян ван Бетховен (1485—1571).
Предком по отцовской линии Людвига ван Бетховена была Жозина ван Бетховен (ок. 1540—1595), которая была обвинена в колдовстве и сожжена на костре на площади Гран-Пласе.
У Людвига ван Бетховена был старший сводный брат Иоганн Петер Антон Лейм (1764—1764) от первого брака его матери с камергером-избирателем Иоганном Леймом (1733—1765), но он умер во младенчестве.
У Людвига ван Бетховена было двое братьев: Каспар Антон Карл ван Бетховен (1774—1815) и Николаус Иоганн ван Бетховен (1776—1848).
У Людвига ван Бетховена определили митохондриальную гаплогруппу H1b1+16,362C с приватными мутациями C16,176T и Y-хромосомную гаплогруппу I1a-Z139 (субклад I1a-FT396000 по данным FTDNA), тогда как у пяти потомков его брата определили Y-хромосомную гаплогруппу R1b-FT446200 (субклад R1b-DF27). Анализ ДНК волос Бетховена выявил серьёзные генетические факторы риска развития заболеваний печени и доказательства заражения композитора вирусом гепатита, который мог стать причиной его смерти.

### Ранние годы
Отец композитора хотел сделать из своего сына второго Моцарта и стал обучать игре на клавесине и скрипке. В 1778 году в Кёльне состоялось первое выступление Людвига. Однако чудо-ребёнком Бетховен не стал, и отец же перепоручил мальчика своим коллегам и приятелям. Один обучал Людвига игре на органе, другой — на скрипке.

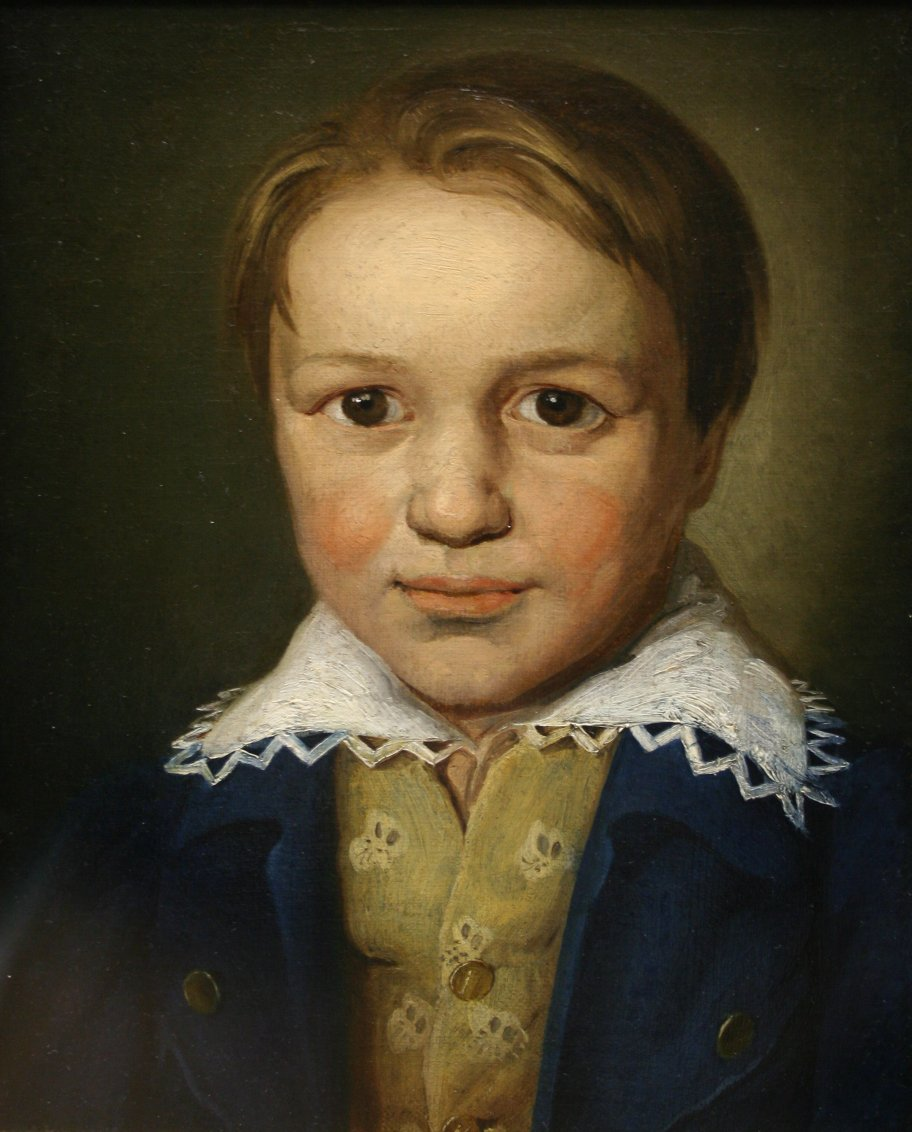
Предположительно портрет Бетховена в 13-летнем возрасте (около 1783)

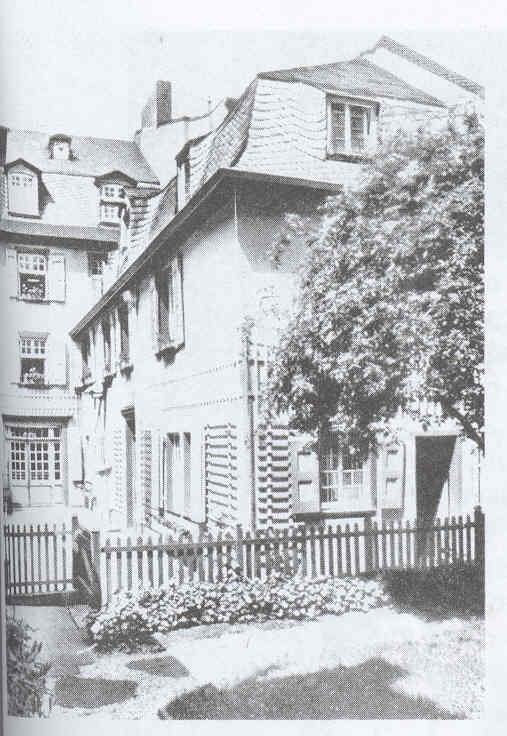
Дом, где родился композитор

В 1782 году в Бонн приехал органист и композитор Кристиан Готлоб Нефе. Он стал настоящим учителем Бетховена. Нефе сразу понял, что у мальчика талант. Он познакомил Людвига с «Хорошо темперированным клавиром» Баха и произведениями Генделя, а также с музыкой старших современников: Ф. Э. Баха, Гайдна и Моцарта. Благодаря Нефе было издано и первое сочинение Бетховена — вариации на тему марша Дресслера. Бетховену в то время было двенадцать лет, и он уже работал помощником придворного органиста.
После смерти деда материальное положение семьи ухудшилось. Людвигу пришлось рано бросить школу, но он выучил латынь, итальянский и французский, много читал. Уже став взрослым, композитор в одном из писем признался:

«Не существует сочинения, которое было бы для меня чересчур учёно; не претендуя ни в малейшей степени на учёность в собственном смысле слова, я всё же с детства стремился понять сущность лучших и мудрейших людей каждой эпохи».

Среди любимых писателей Бетховена — древнегреческие авторы Гомер и Плутарх, английский драматург Шекспир, немецкие поэты Гёте и Шиллер.
В это время Бетховен начал сочинять музыку, но не спешил печатать свои произведения. Многое написанное в Бонне впоследствии было им переработано. Из юношеских сочинений композитора известны три детские сонаты и несколько песен, в том числе «Сурок».
В 1787 году Бетховен посетил Вену. Прослушав импровизацию Бетховена, Моцарт воскликнул: «Он всех заставит говорить о себе!»
Но занятия так и не состоялись: Бетховен узнал о болезни матери и вернулся в Бонн. Она умерла 17 июля 1787 года. Семнадцатилетний юноша был вынужден стать главой семьи и взять на себя заботу о младших братьях. Он поступил в оркестр в качестве альтиста. Здесь ставятся итальянские, французские и немецкие оперы. Особенно сильное впечатление на юношу произвели оперы Глюка и Моцарта.
В 1789 году Бетховен, желая продолжить образование, начинает посещать лекции в университете. Как раз в это время в Бонн приходит известие о революции во Франции. Один из профессоров университета издаёт сборник стихов, воспевающих революцию. Бетховен подписывается на него. Тогда же он сочиняет «Песню свободного человека», в которой есть слова: «Свободен тот, для кого ничего не значат преимущества рождения и титул».
Проездом из Англии в Бонне остановился Гайдн. Он с одобрением отзывался о композиторских опытах Бетховена. Юноша решает ехать в Вену, чтобы брать уроки у прославленного композитора, так как, вернувшись из Англии, Гайдн становится ещё известнее. Осенью 1792 года, когда юный Бетховен собирается покинуть Бонн, он встречает Гайдна, и Гайдн после их знакомства, увидев талант ещё юного Бетховена, решается учить его.

### Переезд в Вену (с 1792 по 1802 годы)

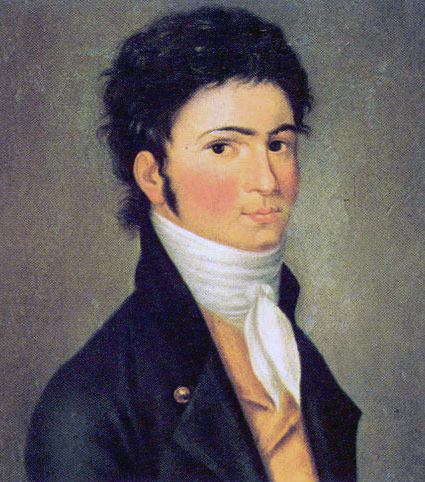
Бетховен в 30 лет

Приехав в Вену, Бетховен начал заниматься с Гайдном. Впоследствии Людвиг утверждал, что тот ничему его не научил; занятия быстро разочаровали и ученика, и учителя. Бетховен считал, что Гайдн был недостаточно внимателен к его стараниям; а Гайдна пугали не только смелые по тем временам взгляды Людвига, но и довольно мрачные мелодии, что в те годы было малораспространённым. Однажды Гайдн написал Бетховену:
Вещи ваши прекрасны, это даже чудесные вещи, но то тут, то там в них встречается нечто странное, мрачное, так как Вы сами немного угрюмы и странны; а стиль музыканта — это всегда он сам.
Вскоре Гайдн уехал в Англию и передал своего ученика известному педагогу и теоретику Альбрехтсбергеру. В конце концов Бетховен сам выбрал себе наставника — Антонио Сальери.
Уже в первые годы жизни в Вене Бетховен завоевал славу пианиста-виртуоза. Его игра поразила слушателей.
Бетховен смело противопоставлял крайние регистры (а в то время играли в основном в среднем), широко использовал педаль (к ней тогда тоже обращались редко), употреблял массивные аккордовые созвучия. По сути, именно он создал фортепианный стиль, далёкий от изысканно-кружевной манеры клавесинистов.
Этот стиль можно найти в его фортепианных сонатах № 8 «Патетической» (название дано самим композитором), № 13 и № 14. Обе имеют авторский подзаголовок Sonata quasi una Fantasia («Почти Фантазия»). Сонату № 14 поэт Л. Рельштаб впоследствии назвал «Лунной», и, хотя это название подходит лишь к первой части, оно закрепилось за всем произведением.

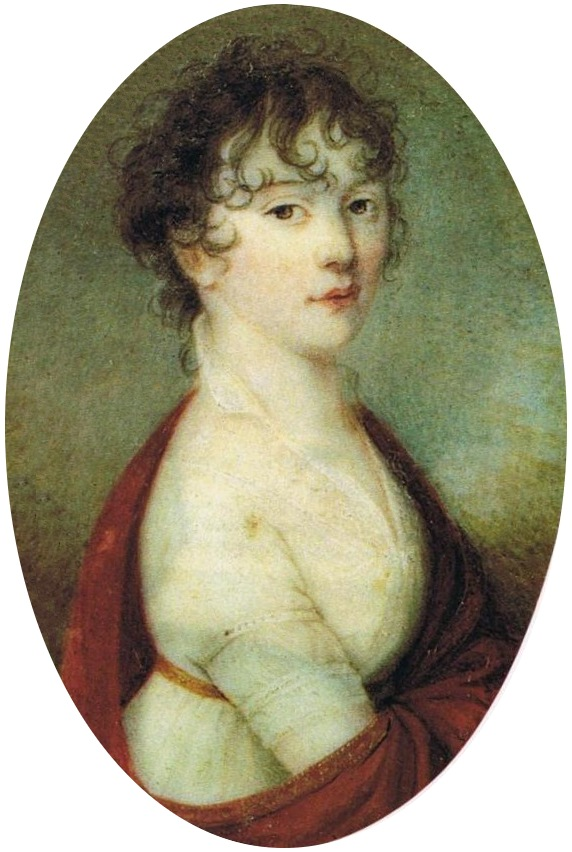
Джульетта Гвиччарди, которой композитор посвятил Лунную сонату

Бетховен также сильно выделялся своим внешним видом среди дам и кавалеров того времени. Почти всегда его находили небрежно одетым и непричёсанным.
Бетховен отличался крайней резкостью суждений и поведения. Однажды, когда он играл в публичном месте, один из гостей начал разговаривать с дамой; Бетховен тотчас оборвал выступление и добавил: «Таким свиньям я играть не буду!». И никакие извинения и уговоры не помогли.
В другой раз Бетховен гостил у князя Лихновского. Князь очень уважал композитора и был поклонником его музыки. Он захотел, чтобы Бетховен сыграл перед собравшимися. Композитор отказался. Лихновский стал настаивать и даже приказал выломать дверь комнаты, где заперся Бетховен. Возмущённый композитор покинул имение и вернулся в Вену. Наутро Бетховен отправил Лихновскому письмо: «Князь! Тем, чем являюсь я, я обязан самому себе. Князей существуют и будут существовать тысячи, Бетховен же — только один!»
Однако, несмотря на столь суровый характер, друзья Бетховена считали его довольно добрым человеком. Так, например, композитор никогда не отказывал близким друзьям в помощи. Одна из его цитат:
Ни один из моих друзей не должен нуждаться, пока у меня есть на кусок хлеба, если кошелёк мой пуст и я не в силах помочь тотчас же, ну что ж, мне стоит только сесть за стол и взяться за работу, и довольно скоро я помогу ему выбраться из беды.
Сочинения Бетховена начали широко издаваться и пользоваться успехом. За первые десять лет, проведённых в Вене, было написано двадцать сонат для фортепиано и три фортепианных концерта, восемь сонат для скрипки, квартеты и другие камерные сочинения, оратория «Христос на Масличной горе», балет «Творения Прометея», Первая и Вторая симфонии.

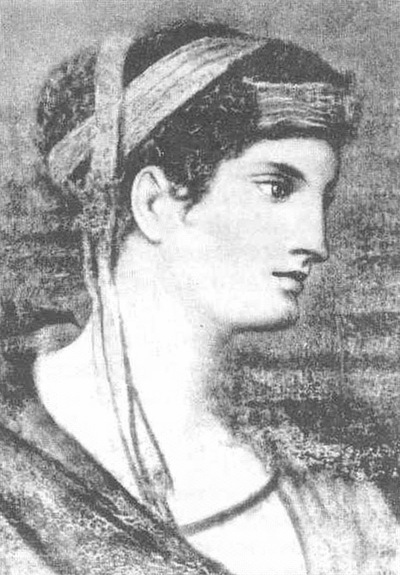
Тереза Брунсвик, верный друг и ученица Бетховена

В 1796 году Бетховен начал терять слух: у него развивался тиннитус — воспаление внутреннего уха, приводящее к звону в ушах. По совету врачей он надолго уединился в маленьком городке Хайлигенштадте. Однако покой и тишина не улучшили его самочувствия. Бетховен начал понимать, что глухота неизлечима. В эти трагические дни он написал письмо, которое впоследствии будет названо хайлигенштадтским завещанием. Композитор рассказал в нём о своих переживаниях и признался, что был близок к самоубийству:
Мне казалось немыслимым покинуть свет раньше, чем я исполню всё, к чему я чувствовал себя призванным.
Его друг И. Н. Мельцель, механик, изобретатель метронома, изготовил слуховые трубки (сейчас они хранятся в музее Бетховена в Бонне), которыми Бетховен стал пользоваться наряду с записями разговоров.
В Хайлигенштадте композитор приступил к работе над новой Третьей симфонией, которую назвал Героической.
В результате глухоты Бетховена сохранились уникальные исторические документы — «разговорные тетради», куда друзья Бетховена записывали для него свои реплики, на которые он отвечал либо устно, либо в ответной записи.
Однако музыкант Шиндлер, у которого остались две тетради с записями бесед Бетховена, по всей вероятности, сжёг их, так как «в них содержались самые грубые, ожесточённые выпады против императора, а также наследного принца и других высокопоставленных лиц. Это, к сожалению, была излюбленная тема Бетховена; в разговоре он постоянно возмущался власть предержащими, их законами и постановлениями».

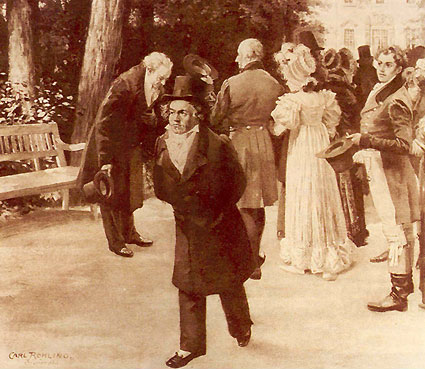
Случай в Теплице

Однажды Бетховен и Гёте, гуляя вместе в Теплице, встретили находящегося там в это время императора Франца в окружении его свиты и придворных. Гёте, отойдя в сторону, склонился в глубоком поклоне, Бетховен прошёл сквозь толпу придворных, едва притронувшись к шляпе.

### Поздние годы (с 1802 по 1815 годы)

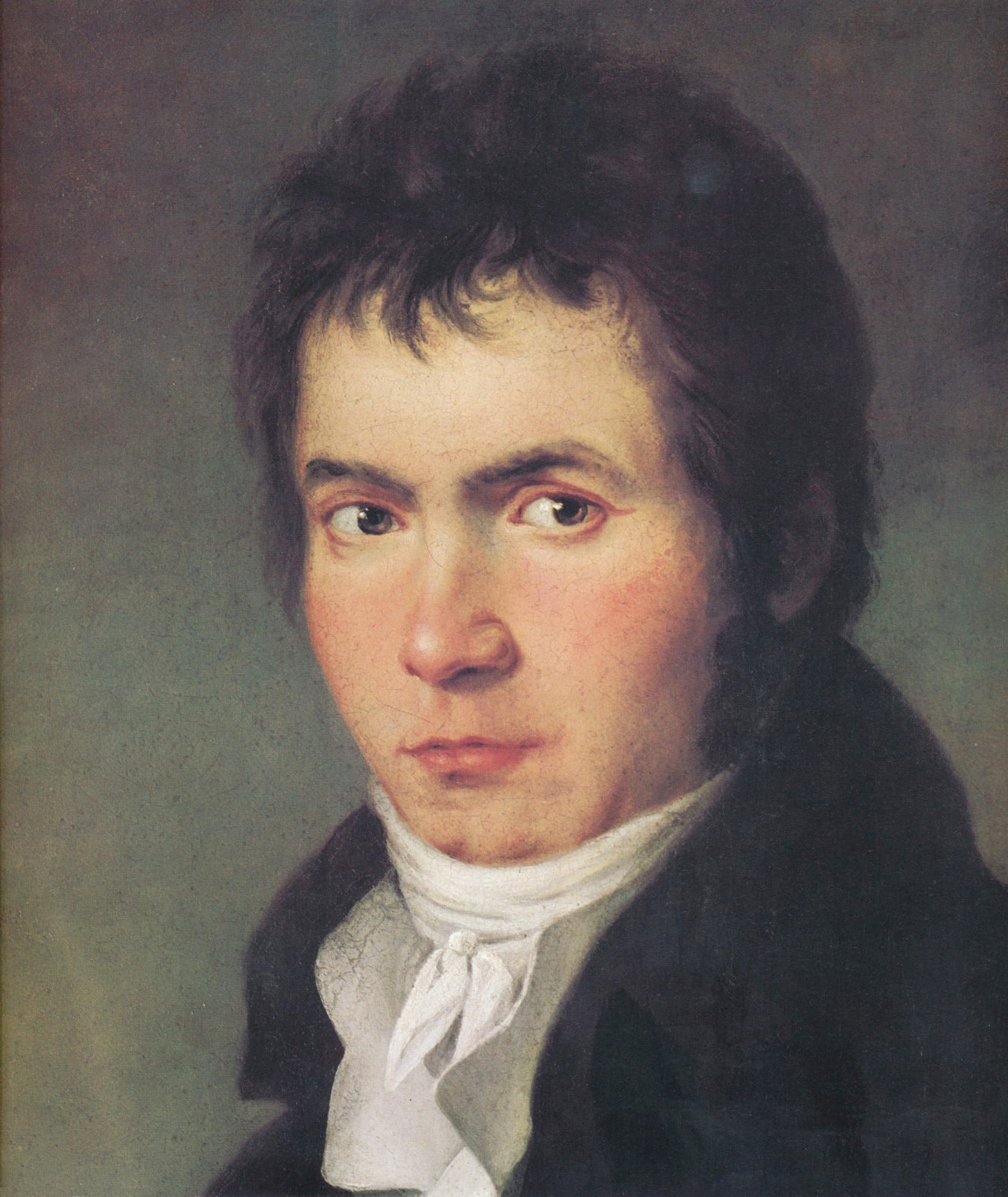
Портрет Бетховена кисти Йозефа Мелера около 1803 года

Когда Бетховену было 34 года, Наполеон презрел идеалы Великой французской революции и объявил себя императором. Поэтому Бетховен отказался от намерения посвятить свою Третью симфонию ему: «Этот Наполеон тоже обыкновенный человек. Теперь он будет топтать ногами все человеческие права и сделается тираном». На титульном листе рукописи Третьей симфонии можно видеть зачеркнутое автором посвящение. Тогда же Бетховен назвал свою Третью симфонию «Героической».
В фортепианном творчестве собственный стиль композитора заметен уже в ранних сонатах, но в симфоническом зрелость пришла к нему позднее. По словам Чайковского, лишь в третьей симфонии «раскрылась впервые вся необъятная, изумительная сила творческого гения Бетховена».
Из-за глухоты Бетховен редко выходит из дома, лишается звукового восприятия. Он становится угрюм, замкнут. Именно в эти годы композитор одно за другим создаёт свои самые известные произведения. В эти же годы Бетховен работает над своей единственной оперой «Фиделио». Эта опера относится к жанру опер «ужасов и спасения». Успех к «Фиделио» пришёл лишь в 1814 году, когда опера была поставлена сперва в Вене, потом в Праге, где ею дирижировал знаменитый немецкий композитор Вебер и, наконец, в Берлине.
Незадолго до смерти композитор передал рукопись «Фиделио» своему другу и секретарю Шиндлеру со словами: «Это дитя моего духа было произведено на свет в более сильных мучениях, чем другие, и доставило мне величайшие огорчения. Поэтому оно мне дороже всех…»

### Последние годы (с 1815 по 1827 годы)

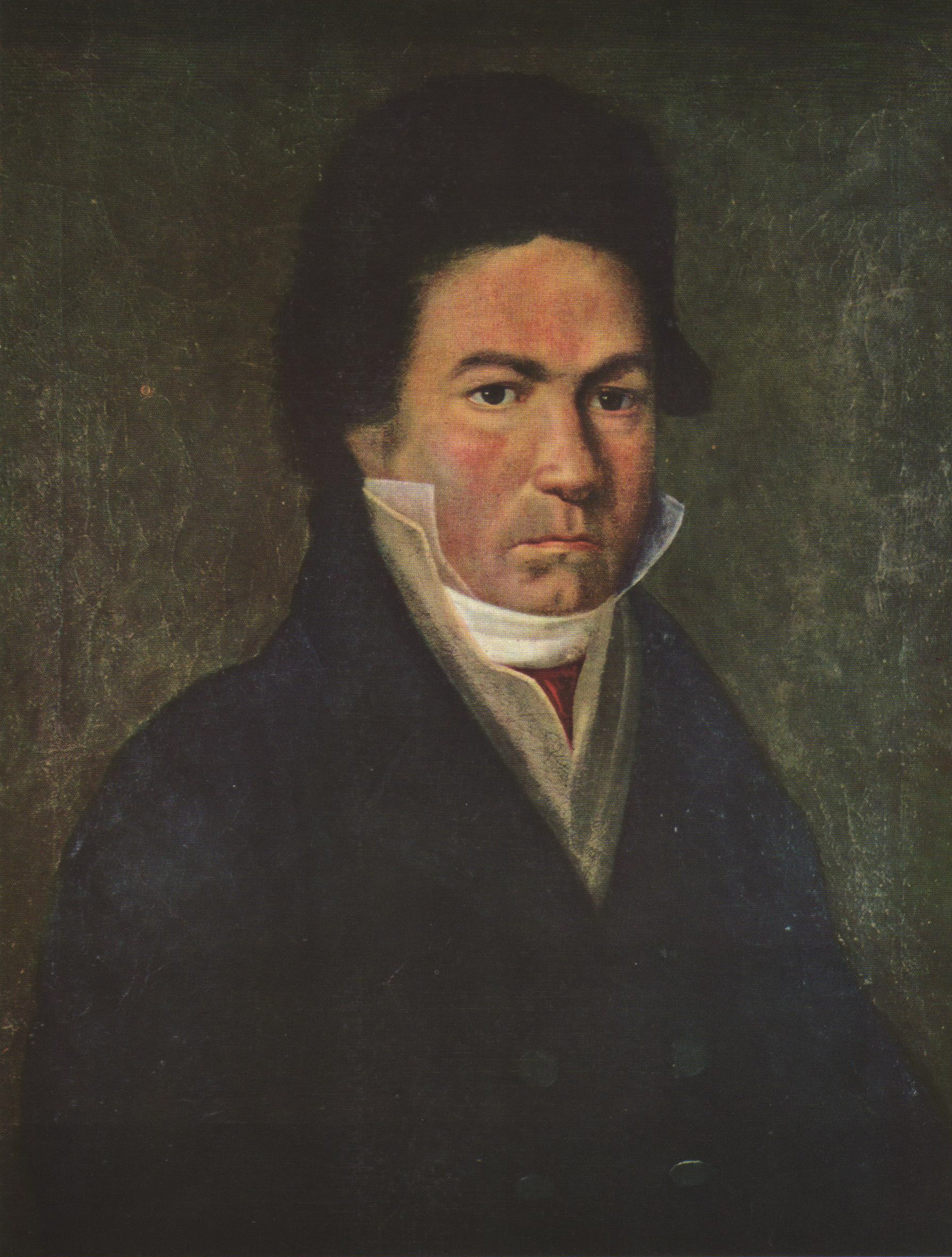
Портрет Бетховена работы Иоганна Кристофа Хеккеля, 1815 год

После 1812 года творческая активность композитора на время падает, однако через три года он начинает работать с прежней энергией. В это время созданы фортепианные сонаты с 28-й по последнюю, 32-ю, две сонаты для виолончели, квартеты, вокальный цикл «К далёкой возлюбленной». Много времени уделяется и обработкам народных песен. Наряду с шотландскими, ирландскими, уэльскими, есть русские и украинские. Но главными созданиями последних лет стали два самых монументальных сочинения Бетховена — «Торжественная месса» и Симфония № 9 с хором.
Девятая симфония была исполнена в 1824 году. Публика устроила композитору овацию. Известно, что Бетховен стоял спиной к залу и ничего не слышал, тогда одна из певиц взяла его за руку и повернула лицом к слушателям. Люди махали платками, шляпами, руками, приветствуя композитора. Овация длилась так долго, что присутствовавшие тут же полицейские чиновники потребовали её прекращения. Подобные приветствия допускались только по отношению к особе императора.
В Австрии, после поражения Наполеона, был установлен полицейский режим. Напуганное революцией правительство пресекало любые «свободные мысли». Многочисленные тайные агенты проникали во все слои общества. В разговорных тетрадях Бетховена то и дело встречаются предупреждения: «Тише! Осторожно, здесь шпион!» И, вероятно, после какого-то особенно смелого высказывания композитора: «Вы кончите на эшафоте!»

Могила Бетховена на центральном кладбище Вены, Австрия

Однако популярность Бетховена была так велика, что правительство не решалось его тронуть. Несмотря на глухоту, композитор продолжает быть в курсе не только политических, но и музыкальных новостей. Он читает (то есть слушает внутренним слухом) партитуры опер Россини, просматривает сборник песен Шуберта, знакомится с операми немецкого композитора Вебера «Вольный стрелок» и «Эврианта». Приехав в Вену, Вебер посетил Бетховена. Они вместе завтракали, и Бетховен, обычно не склонный к церемониям, ухаживал за своим гостем.
После смерти младшего брата композитор взял на себя заботу о его сыне Карле. Бетховен помещает племянника в лучшие пансионы и поручает своему ученику Карлу Черни заниматься с ним музыкой. Композитор хотел, чтобы мальчик стал учёным или артистом, но того привлекало не искусство, а карты и бильярд. Запутавшись в долгах, он совершил попытку самоубийства. Попытка эта не причинила особого вреда: пуля лишь чуть оцарапала кожу на голове. Бетховен очень переживал по этому поводу. Здоровье его резко ухудшилось. У композитора развивается тяжёлое заболевание печени.

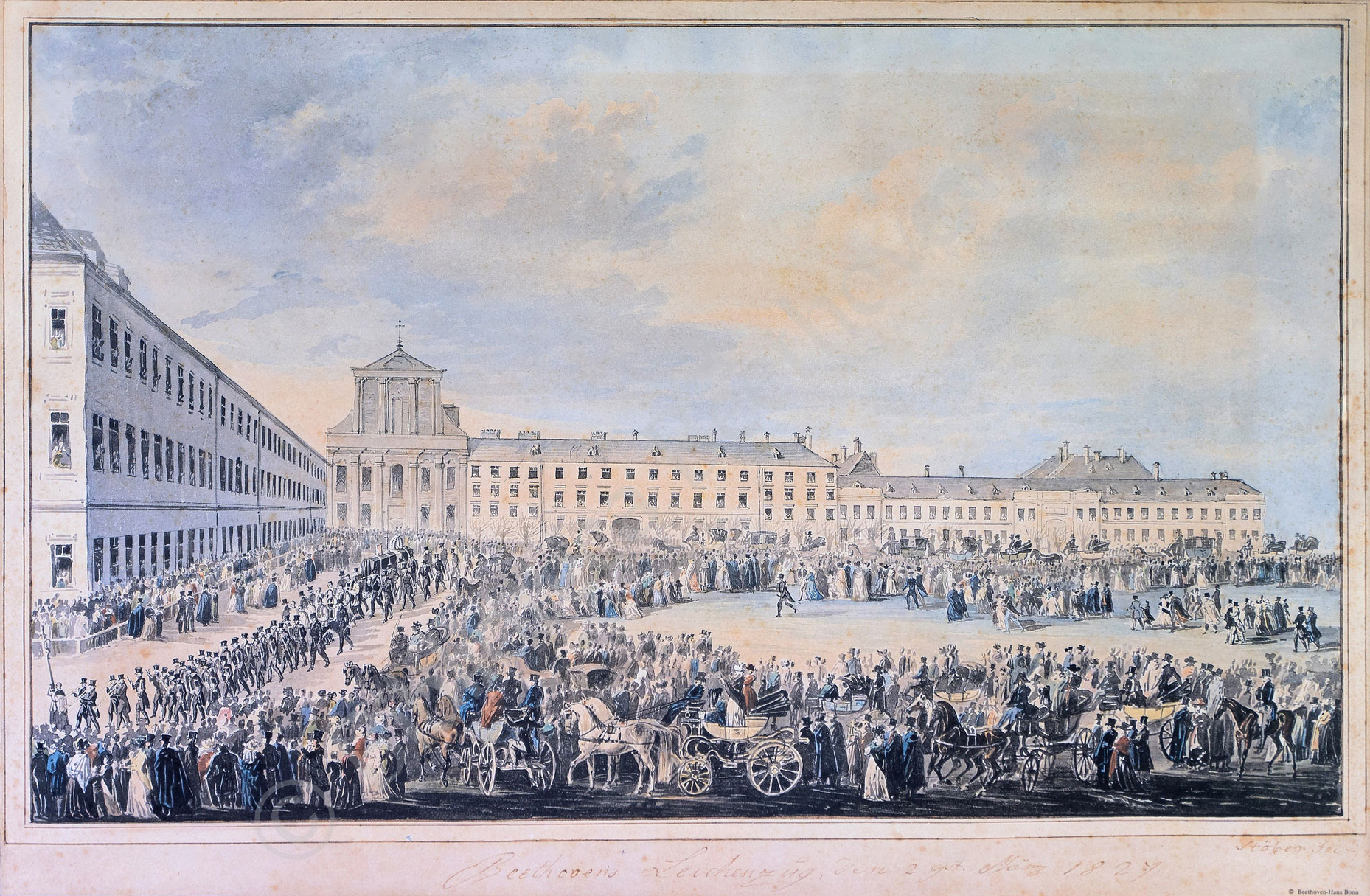
Похороны Бетховена

Людвиг ван Бетховен умер 26 марта 1827 года, на 57-м году жизни. Свыше двадцати тысяч человек шли за его гробом. Во время похорон на Верингском кладбище была исполнена любимая заупокойная месса Бетховена Реквием до-минор Луиджи Керубини. На могиле прозвучала речь, написанная поэтом Францем Грильпарцером:
Он был художник, но также и человек, человек в высшем смысле этого слова… О нём можно сказать, как ни о ком другом: он совершил великое, в нём не было ничего дурного.
В 1862 году останки композитора были эксгумированы для исследования, а в 1888 году перезахоронены на Центральном кладбище Вены.
После смерти композитора осталось несколько заметок в тетради, которые позже получили название «Неоконченная Десятая симфония Бетховена». В конце 2010-х годов у команды музыковедов и программистов появилась идея завершить это музыкальное произведение при помощи искусственного интеллекта и приурочить это событие к 250-летию со дня рождения композитора, который отметили в декабре 2020 года. Первые наработки, полученные с помощью алгоритмов машинного обучения, уже получили одобрение сотрудников Дома Бетховена в Бонне. В сентябре 2021 года работа была завершена с помощью программиста Федеральной политехнической школы Лозанны Флориана Коломбо. Проект был назван BeethovANN 10.1.

#### Причины смерти

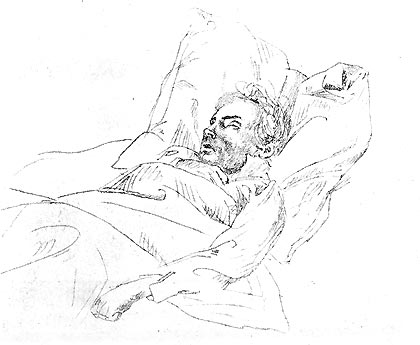
Бетховен на смертном ложе (рисунок Йозефа Эдуарда Тельчера)

Уже на следующий день после смерти судмедэксперты вскрыли его череп, чтобы выяснить причину его глухоты, но поставить диагноз так и не удалось.
29 августа 2007 года венский патологоанатом и эксперт судебной медицины Кристиан Рейтер (доцент кафедры судебной медицины Венского медицинского университета) предположил, что неумышленно ускорил кончину Бетховена его врач Андреас Ваврух, который раз за разом протыкал больному брюшину (чтобы вывести жидкость), после чего накладывал на раны примочки, содержавшие свинец. Проведённые Рейтером исследования волос показали, что уровень содержания свинца в организме Бетховена резко возрастал каждый раз после визита врача.

## Бетховен-педагог
Бетховен начал давать уроки музыки ещё в Бонне. Его боннский ученик Стефан Брейнинг до конца дней оставался самым преданным другом композитора. Брейнинг помог Бетховену в переделке либретто «Фиделио».
В Вене ученицей Бетховена стала юная графиня Джульетта Гвиччарди. Джульетта была родственницей Брунсвиков, в семье которых композитор бывал особенно часто. Бетховен увлёкся своей ученицей и даже думал о женитьбе. Лето 1801 года он провёл в Венгрии, в имении Брунсвиков. По одной из гипотез, именно там была сочинена «Лунная соната». Композитор посвятил её Джульетте. Однако Джульетта предпочла ему графа Галленберга, посчитав именно его талантливым композитором. О сочинениях графа критики писали, что в них можно точно указать, из какого произведения Моцарта или Керубини заимствована та или другая мелодия. В 1821 году Джульетта вернулась в Вену вместе с мужем и встретилась с Бетховеном. Вспоминая былое, Бетховен записал: «Она очень любила меня — больше, чем своего мужа. Скорее он был её любовником». И ещё запись: «По приезде в Вену она домогалась меня в слезах, но я презрел её…»
Ученицей Бетховена была Тереза Брунсвик. Она обладала музыкальной одарённостью — прекрасно играла на рояле, пела и даже дирижировала. Познакомившись с известным швейцарским педагогом Песталоцци, она решила посвятить себя воспитанию детей. В Венгрии Тереза открыла благотворительные детские сады для детей бедняков. До самой смерти (Тереза умерла в 1861 году в преклонном возрасте) она осталась верна избранному делу. Бетховена связывала с Терезой длительная дружба. После смерти композитора было найдено большое письмо, которое получило название «Письмо к бессмертной возлюбленной». Адресат письма неизвестен, но некоторые исследователи считают «бессмертной возлюбленной» Терезу Брунсвик.
Доротея Эртман, одна из лучших пианисток Германии, тоже была ученицей Бетховена. Один из современников так отзывался о ней:
Высокая, статная фигура и прекрасное, полное одушевления лицо, вызвали во мне… напряжённое ожидание, и всё-таки я был потрясён, как никогда, её исполнением бетховенской сонаты. Я ещё никогда не встречал соединения такой силы с проникновенной нежностью — даже у величайших виртуозов.
Эртман славилась исполнением бетховенских произведений. Композитор посвятил ей Сонату № 28. Узнав, что у Доротеи умер ребёнок, Бетховен долго играл ей.

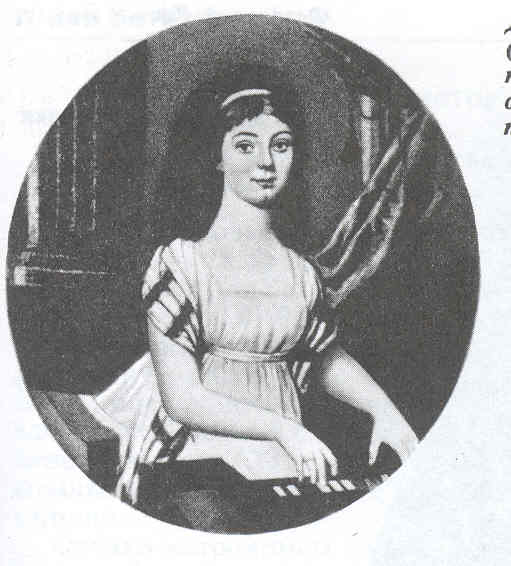
Доротея Эртман, немецкая пианистка, одна из лучших исполнительниц произведений Бетховена

В конце 1801 года в Вену приехал Фердинанд Рис. Фердинанд был сыном боннского капельмейстера, друга семьи Бетховенов. Композитор принял юношу. Как и другие ученики Бетховена, Рис уже владел инструментом и к тому же сочинял. Однажды Бетховен сыграл ему только что законченное адажио. Музыка так понравилась юноше, что он запомнил её наизусть. Зайдя к князю Лихновскому, Рис сыграл пьесу. Князь выучил начало и, придя к композитору, сказал, что хочет сыграть ему своё сочинение. Бетховен, мало церемонившийся с князьями, категорически отказался слушать. Но Лихновский всё-таки заиграл. Бетховен сразу догадался о проделке Риса и страшно рассердился. Он запретил ученику слушать свои новые сочинения и действительно никогда больше ему ничего не играл. Однажды Рис сыграл свой марш, выдав его за бетховенский. Слушатели пришли в восторг. Оказавшийся тут же композитор не стал разоблачать ученика. Он лишь сказал ему:
Видите, милый Рис, каковы эти большие знатоки. Дай им только имя их любимца, и больше им ничего не нужно!
Однажды Рису довелось услышать новое создание Бетховена. Как-то на прогулке они заблудились и вернулись домой к вечеру. По пути Бетховен рычал бурную мелодию. Придя домой, он сразу сел за инструмент и, увлечённый, совсем забыл о присутствии ученика. Так родился финал «Аппассионаты».
В одно время с Рисом у Бетховена начал заниматься и Карл Черни. Карл был, пожалуй, единственным ребёнком среди бетховенских учеников. Ему исполнилось только девять лет, но он уже выступал с концертами. Его первым учителем был отец, известный чешский педагог Венцель Черни. Когда Карл впервые попал в квартиру Бетховена, где, как всегда, царил беспорядок, и увидел черноволосого человека с тёмным небритым лицом, в жилете из грубой шерстяной ткани, то принял его за Робинзона Крузо.

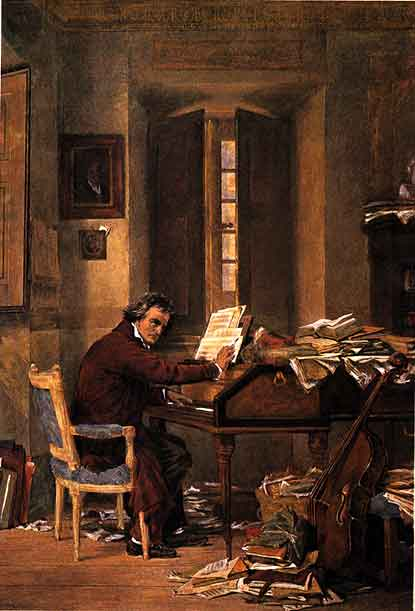
Бетховен за работой дома

Черни прозанимался у Бетховена пять лет, после чего композитор выдал ему документ, в котором отмечал «исключительные успехи ученика и его достойную удивления музыкальную память». Память у Черни действительно была поразительной: он знал наизусть все фортепианные сочинения учителя.
Черни рано начал педагогическую деятельность и вскоре стал одним из лучших педагогов Вены. Среди его учеников был Теодор Лешетицкий, которого можно назвать одним из основателей русской фортепианной школы. С 1858 года Лешетицкий жил в Петербурге, а с 1862 по 1878 год преподавал в только что открытой консерватории. Здесь у него учились А. Н. Есипова, впоследствии профессор той же консерватории, В. И. Сафонов, профессор и директор Московской консерватории, С. М. Майкапар.
В 1822 году к Черни пришли отец с мальчиком, приехавшие из венгерского местечка Доборьян. Мальчик не имел понятия ни о правильной посадке, ни об аппликатуре, но опытный педагог сразу понял, что перед ним необыкновенный, одарённый, может быть, гениальный ребёнок. Звали мальчика Ференц Лист. Лист прозанимался у Черни полтора года. Успехи его были столь велики, что учитель разрешил ему выступать перед публикой. На концерте присутствовал Бетховен. Он угадал одарённость мальчика и поцеловал его. Лист всю жизнь хранил память об этом поцелуе.

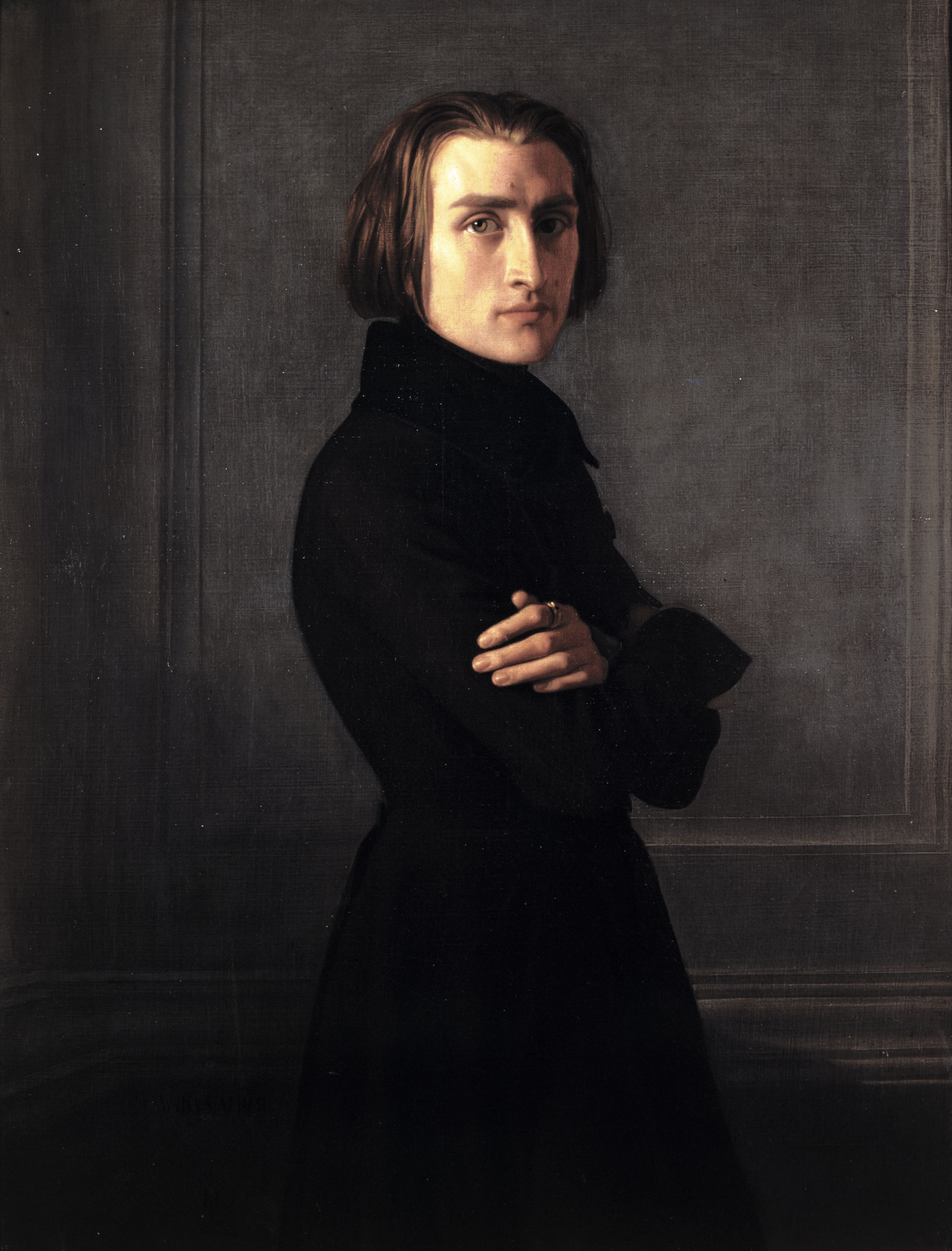
Ференц Лист

Не Рис или Черни, а Лист унаследовал бетховенскую манеру игры. Подобно Бетховену, Лист трактует рояль как оркестр. Во время гастролей по Европе он пропагандировал творчество Бетховена, исполняя не только его фортепианные произведения, но и симфонии, которые он адаптировал для рояля. В те времена музыка Бетховена, особенно симфоническая, была ещё неизвестна широкой аудитории. В 1839 году Лист приехал в Бонн. Здесь уже несколько лет собирались поставить памятник композитору, но дело продвигалось медленно.
| Какой позор для всех! — писал возмущённый Лист Берлиозу. — Какая боль для нас! … Недопустимо, чтобы на эту еле сколоченную скаредную милостыню был построен памятник нашему Бетховену. Этого не должно быть! Этого не будет! |

Лист восполнил недостающую сумму выручкой от своих концертов. Только благодаря этим усилиям памятник композитору был поставлен.

### Ученики
- Карл Черни
- Фердинанд Рис
- кардинал Рудольф Австрийский

## Музыкальные инструменты
Одним из инструментов Бетховена было фортепиано от венской фирмы «Брат и сестра Штайн», которой управляла его близкий друг Нанетта Штрейхер. 19 ноября 1796 г. Бетховен написал в письме Андреасу Штрейхеру, одному из основателей компании, следующее: «Я получил твой инструмент позавчера. И он действительно изумителен, каждый бы хотел иметь у себя подобный рояль…».
Карл Черни в своих записях упоминал, что в 1801 году в доме у Бетховена стоял инструмент от Вальтера. В 1802 году Бетховен также просил своего друга Змескалла обратиться к Вальтеру для изготовления для него инструмента с регистром уна корда. Позже, в 1803 году, Бетховен получил инструмент от французской фирмы Эрар. Но, по словам Ньюмана, «Бетховен был недоволен инструментом с самого начала, частично из-за того, что английский механизм рояля был неисправимо тяжелым».
Другим инструментом Бетховена был рояль «Бродвуд» — подарок композитору от английского мастера в 1817 году. Бетховен хранил его в Шварцшпаниерхаусе вплоть до своей смерти в 1827 году. Последним инструментом композитора был четырёхструнный рояль Конрада Графа. Граф сам передал Бетховену в аренду 6,5-октавный инструмент и позже, после его смерти, продал рояль семье Виммер. В 1889 году инструмент был приобретен Бетховенхаусом и перевезён в Бонн.

## Образ в культуре

### В литературе
Бетховен стал прототипом главного героя — композитора Жана Кристофа — в одноимённом романе, одном из наиболее известных произведений французского автора Ромена Роллана. Роман стал одним из произведений, за которые Роллану в 1915 году была присвоена Нобелевская премия по литературе.
Вольная трактовка последних дней жизни композитора была представлена в рассказе Владимира Одоевского «Последний квартет Бетховена».
Жизненному и творческому пути Бетховена посвящена повесть чешского писателя Антонина Згоржа «Один против судьбы». В книгу вошли письма Бетховена, написанные им в разные годы жизни.
Бетховену посвятил свою поэму «Cis moll» болгарский поэт Пенчо Славейков. В ней Бетховен понимает, что потеряет слух, но его судьба — быть посредником между божественной гармонией и миром.

### В театре
- «Бетховен-проект», балет Джона Ноймайера (2018).

### В кинематографе
- В фильме Абеля Ганса «Великая любовь Бетховена» («Un grand amour de Beethoven») 1936 года Бетховена воплотил Арри Бор.
- В фильме «Героическая симфония» (1949) Бетховена сыграл Эвальд Бальзер.
- В фильме «Наполеон: путь к вершине» (Франция, Италия, 1955) роль Бетховена сыграл актёр Эрих фон Штрогейм
- В советско-германском фильме «Бетховен. Дни жизни» (1976) Бетховена сыграл Донатас Банионис.
- Двухсерийный художественный фильм «Жизнь Бетховена» (СССР, 1978, режиссёр Б. Галантер) основан на сохранившихся воспоминаниях о композиторе его близких друзей.
- В фильме «Племянник Бетховена» (ФРГ, Франция, 1985) роль композитора сыграл Вольфганг Райхманн.
- В фильме «Невероятные приключения Билла и Теда» (1989) Бетховена сыграл Клиффорд Дэйвид.
- В фильме Бернарда Роуза «Бессмертная возлюбленная» (1994) роль Бетховена исполнил Гэри Олдман.
- В фильме «Героическая симфония» (2003) Бетховена сыграл Ян Харт.
- В фильме «Переписывая Бетховена» (2006) рассказывается о последнем годе жизни композитора (в главной роли Эд Харрис).
- В фильме «Людвиг ван Бетховен» (Германия, Чехия, 2020) роль Бетховена исполнил Тобиас Моретти
- Документальный фильм «В поисках Бетховена», Великобритания, 2008 г.
- Фильм «Лекция 21»[англ.] (Италия, 2008), дебют в кино итальянского писателя и музыковеда Алессандро Барикко, посвящён «Девятой симфонии».

### В неакадемической музыке
- Американский музыкант Чак Берри в 1956 году написал песню Roll Over Beethoven, вошедшую в список 500 величайших песен всех времён по версии журнала Rolling Stone.
- Композитору посвящена песня «Бетховен» из альбома «Раздвоение личности» группы «Сплин».

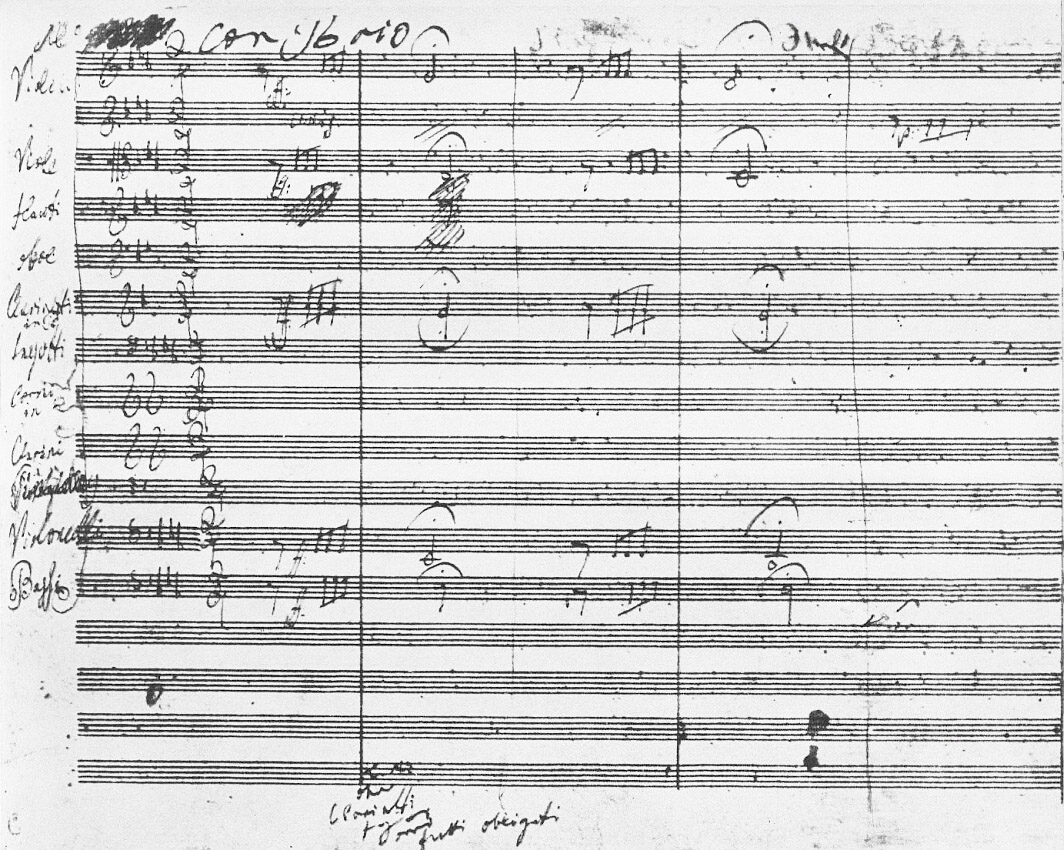
Рукопись 5-й симфонии Бетховена

- В 2000 году коллектив неоклассического метала Trans-Siberian Orchestra выпустил рок-оперу «Beethoven’s Last Night», посвящённую последней ночи композитора.
- Композитору посвящена песня «Бетховен» из альбома «Чужестранец» группы «Пикник»

## Произведения
Список сочинений Бетховена по опусам (в англоязычной Википедии)
- 9 симфоний:

- № 1 (1799—1800),
- № 2 (1803),
- № 3 «Героическая» (1803—1804),
- № 4 (1806),
- № 5 (1804—1808),
- № 6 «Пасторальная» (1808),
- № 7 (1812),
- № 8 (1812),
- № 9 (1824);

- 8 симфонических увертюр, среди которых «Леонора» № 3;
- 5 концертов для фортепиано с оркестром;
- музыка к драматическим спектаклям: «Эгмонт», «Кориолан», «Король Стефан»;
- 6 юношеских сонат для фортепиано;
- 32 сонаты для фортепиано, «32 вариации до-минор», и около 60 пьес для фортепиано;
- 10 сонат для скрипки и фортепиано;
- концерт для скрипки с оркестром, концерт для скрипки, виолончели и фортепиано с оркестром («тройной концерт»);

- 5 сонат для виолончели и фортепиано;
- соната для валторны и фортепиано;
- 16 струнных квартетов;
- 6 трио;
- балет «Творения Прометея»;
- опера «Фиделио»;
- Торжественная месса;
- вокальный цикл «К далёкой возлюбленной»;
- песни на стихи разных поэтов и обработки народных песен.

В 2011 году профессор Манчестерского университета Брайан Купер сообщил, что ему удалось восстановить 72-тактовый опус для струнного квартета, написанный Бетховеном в 1799 году, отбракованный и впоследствии утерянный: «Бетховен был перфекционистом. Любой другой композитор был бы счастлив, сочинив этот отрывок». Вновь обретённая музыка прозвучала 29 сентября в исполнении струнного квартета Манчестерского университета.

### Записи, сделанные на инструментах эпохи Бетховена
- Рональд Браутигам. Людвиг ван Бетховен. «Полное собрание произведений для фортепиано». Записано на репликах роялей Вальтера, Штайна и Графа от Пола Макналти
- Малколм Билсон, Том Бегин, Дэвид Брейтмэн, Урсула Дючлер, Зви Меникер, Барт ван Орт, Эндрю Уиллис. Людвиг ван Бетховен. «Полное собрание фортепианных сонат на исторических инструментах». Записано на оригинальных фортепиано: Сальваторе Лаграсса 1815 г., Готтлеб Хафнер 1835 г., Иоганн Фриц 1825 г., реплике рояля Вальтера от Пола Макналти, реплика Вальтера от Крис Мэйна, реплика рояля Иоганна Шантца от Томаса и Барбары Вульф, копии Вальтер и Граф от Родни Регира. Лейбл: Claves
- Роберт Левин, Джон Елиот Гардинер. Людвиг ван Бетховен. «Фортепианные концерты». Записано на реплике рояля Вальтера от Пола Макналти
- Андраш Шифф. Людвиг ван Бетховен. «Бродвуд — Рояль Бетховена»

### Музыкальные фрагменты
| «Ода к радости» — финальный хор из 9-й симфонии на текст Шиллера (гимн Евросоюза) небольшой фрагмент в фортепианном исполнении Помощь по воспроизведению файла | Симфония № 5 до минор, часть 1 — Allegro con brio Помощь по воспроизведению файла | К Элизе (Багатель №25) Помощь по воспроизведению файла |

| Соната для фортепиано №14 «Лунная», часть 1 — Adagio sostenuto Помощь по воспроизведению файла | Фортепианный концерт №4, часть 1 Помощь по воспроизведению файла | Бетховен Людвиг Ван — Соната 8 для ф-но Патетическая в до миноре, Op. 13 — 2. Adagio cantabile Помощь по воспроизведению файла |

## Память
- В российском городе Воронеже есть улица Бетховена.
- По всему миру в честь Бетховена установлено множество памятников. Первый памятник Бетховену был открыт на родине композитора, в Бонне, 12 августа 1845 года по случаю 75-й годовщины со дня рождения. В 1880 году появился памятник и в Вене — городе, тесно связанном с творчеством музыканта. Автор книги «Образы Бетховена» искусствовед Зильке Беттерман (Silke Bettermann) отмечает, что ему удалось насчитать около ста монументов в 54 городах на всех пяти континентах[36].

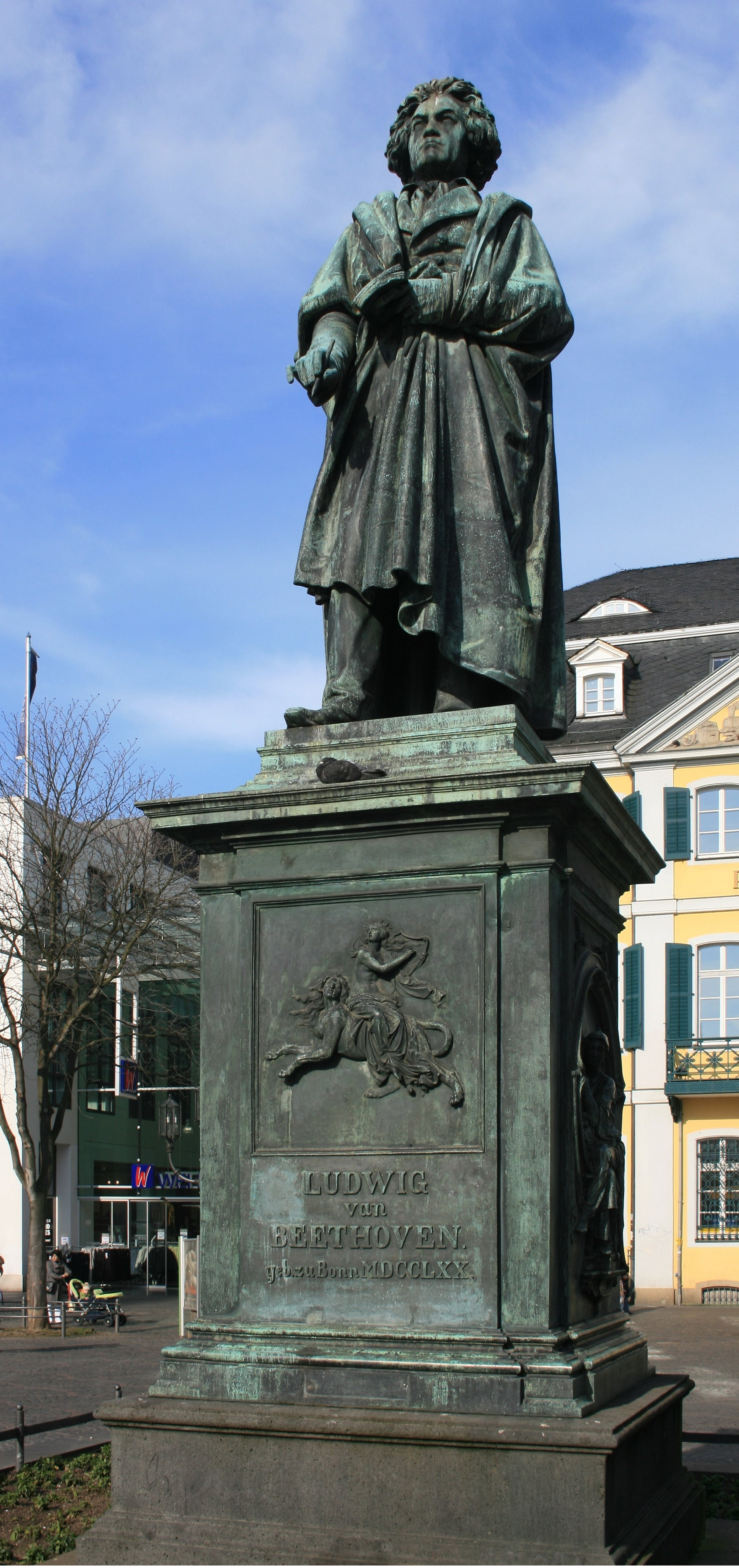
Памятник в Бонне
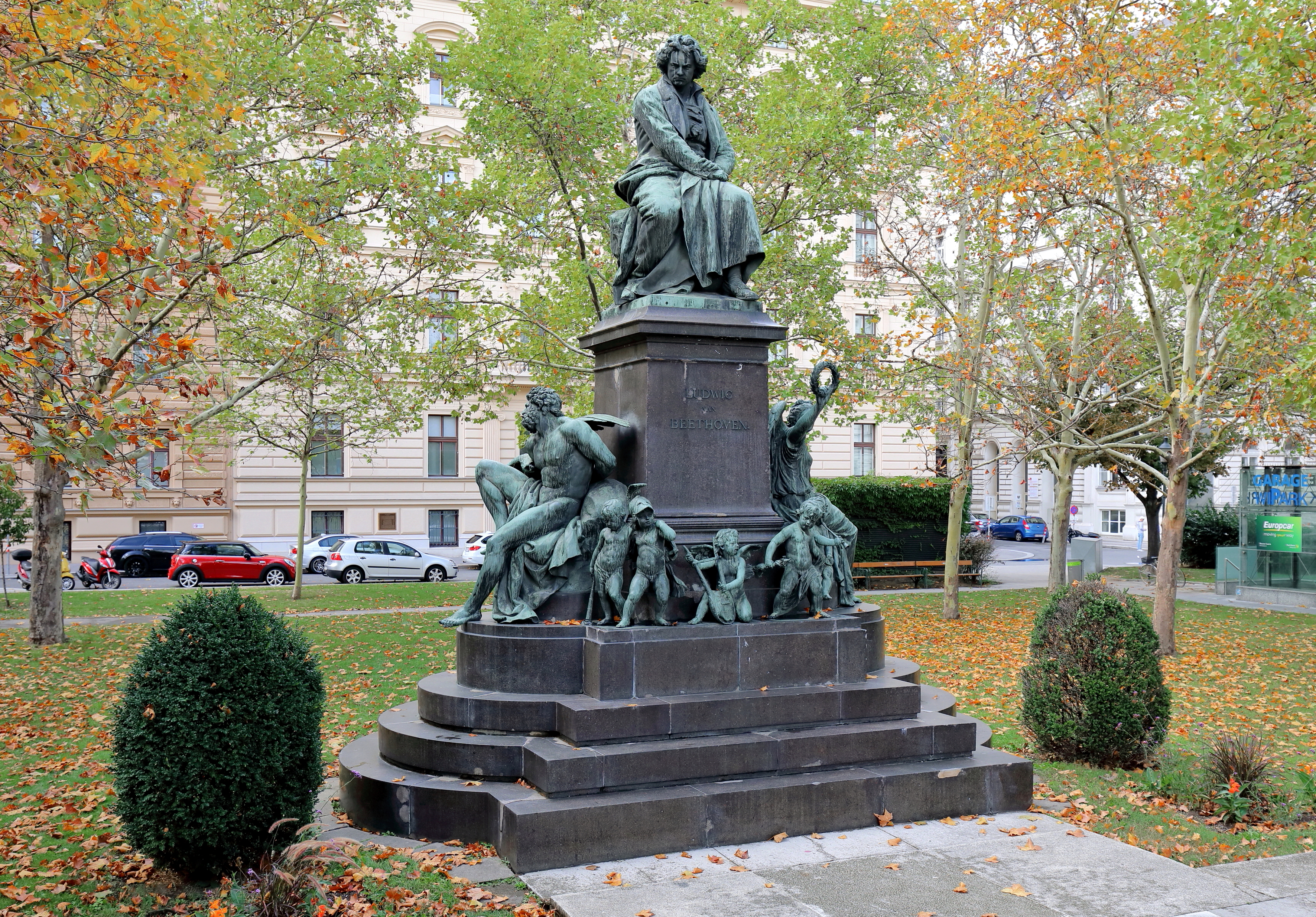
Памятник Людвигу ван Бетховену в Вене
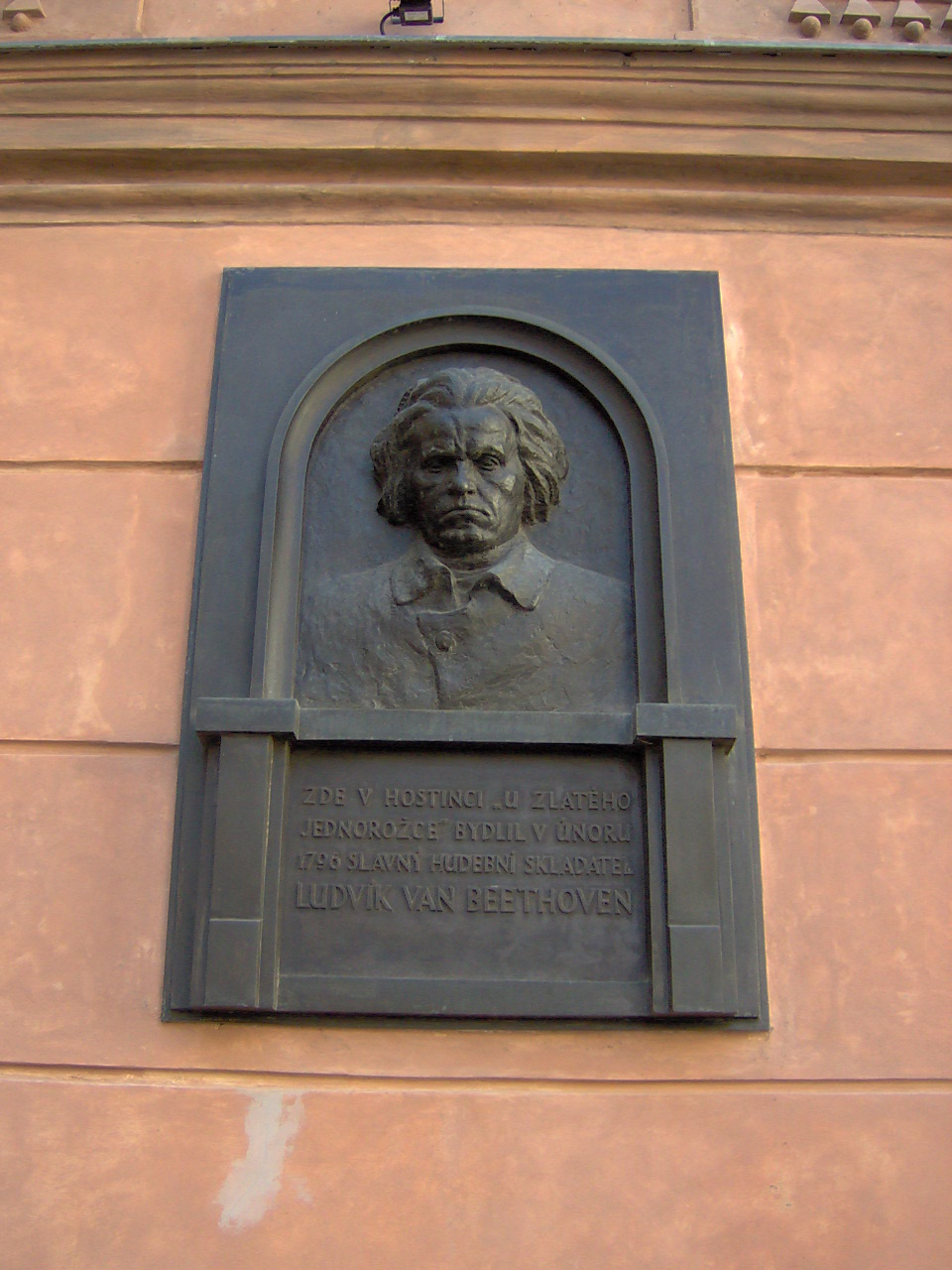
Мемориальная табличка в Праге
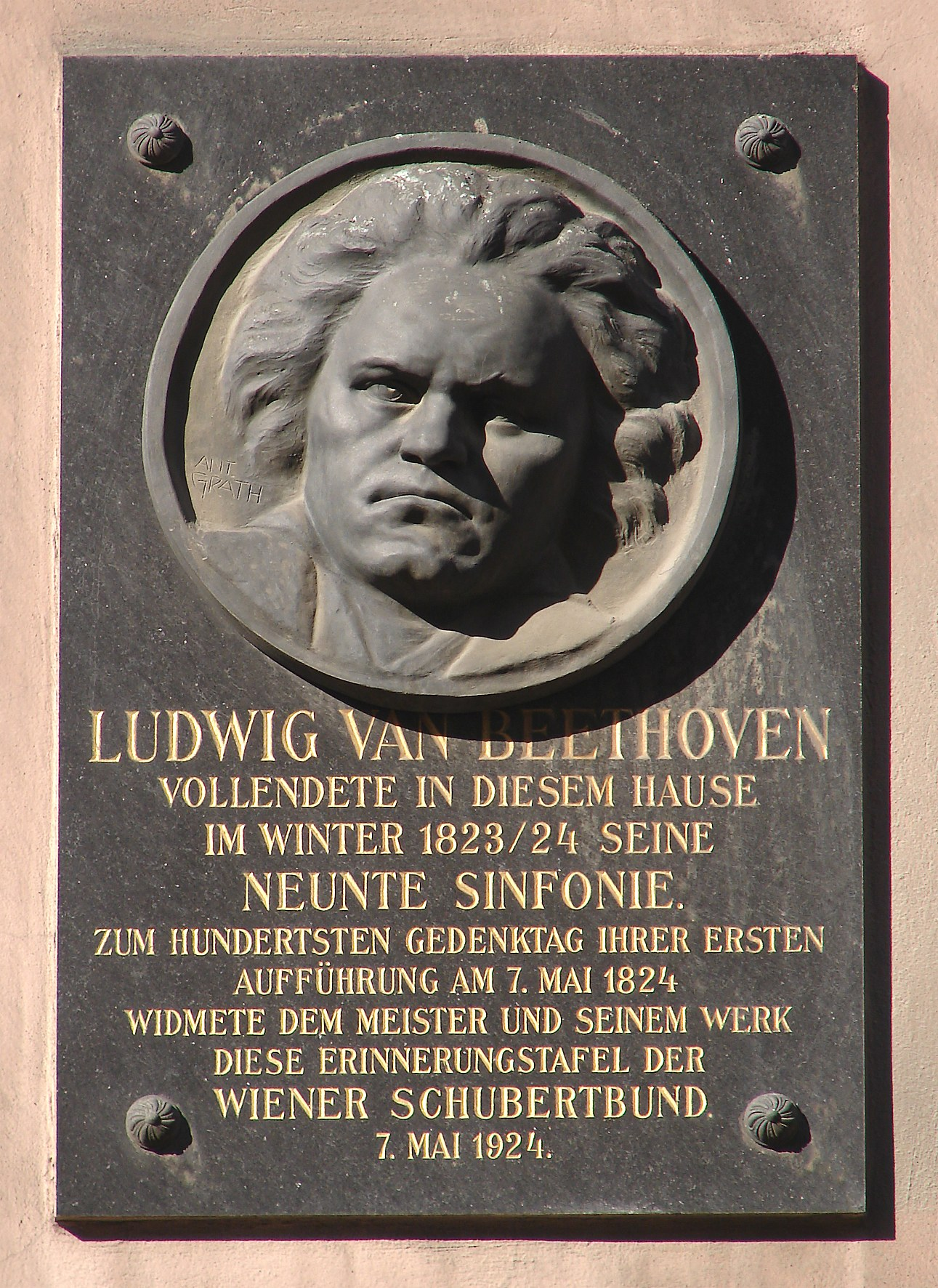
Мемориальная доска в Вене
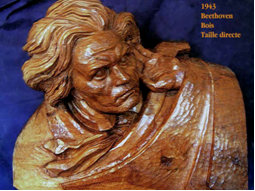
Скульптура композитора; 1943 год
Старинная почтовая открытка
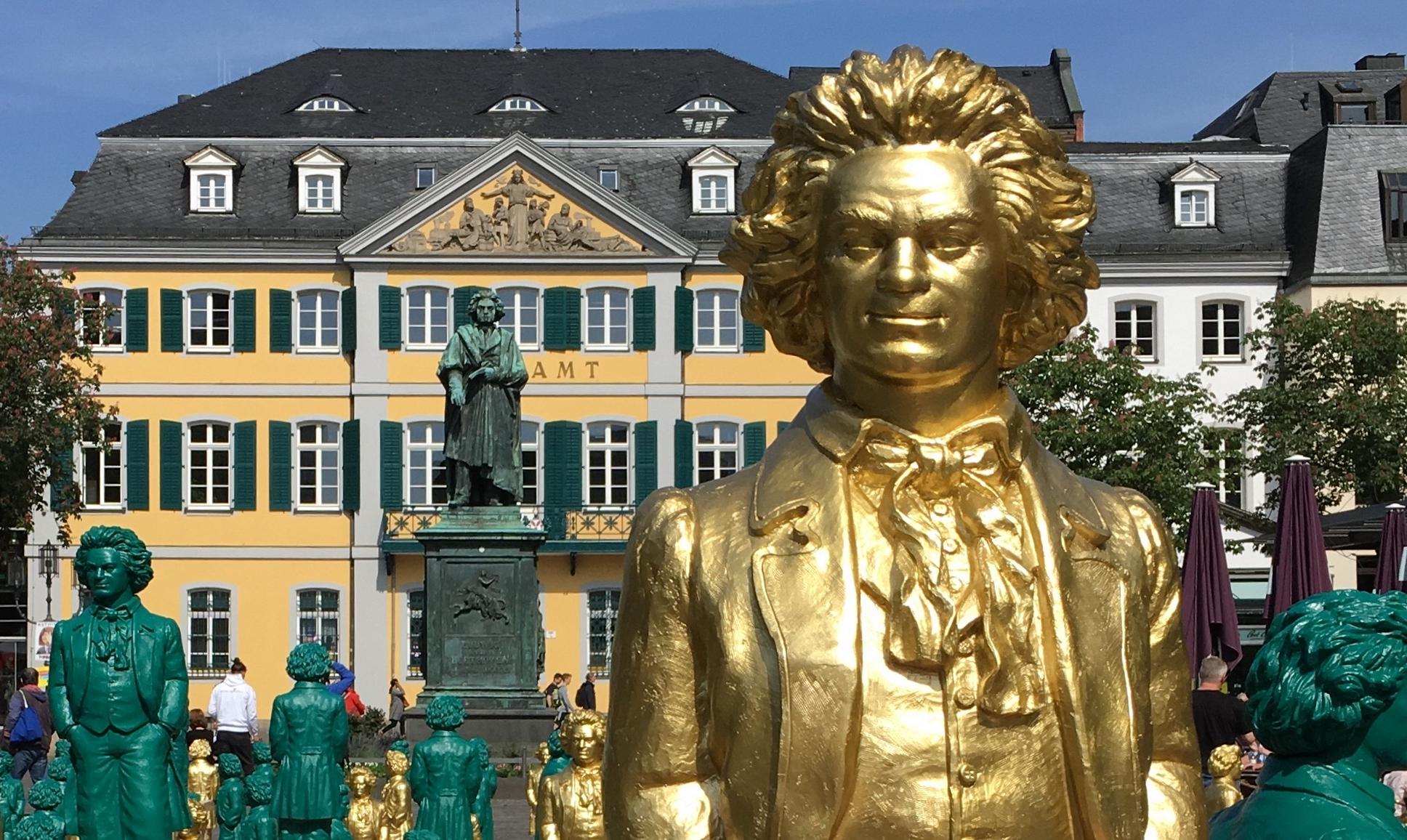
Инсталляция в Бонне

- Образ композитора запечатлён на почтовых марках разных стран. В частности, он изображён на австрийской марке 1995 года, а к 200-летию Бетховена были выпущены серии марок в Албании.

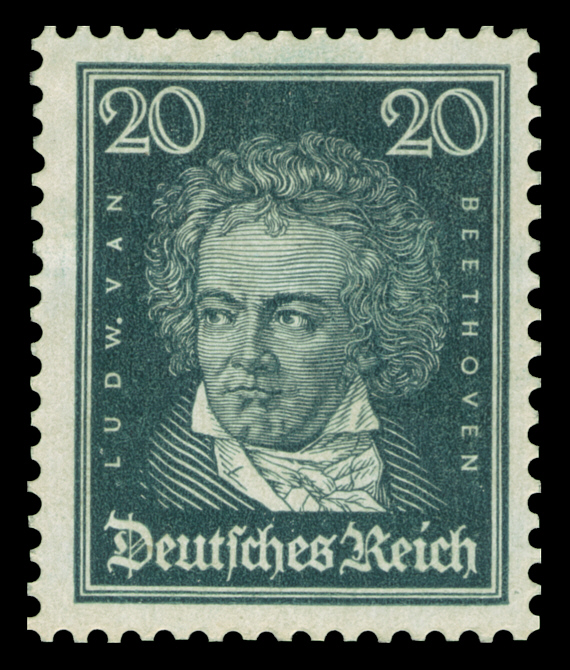
Марка Германии (1927)
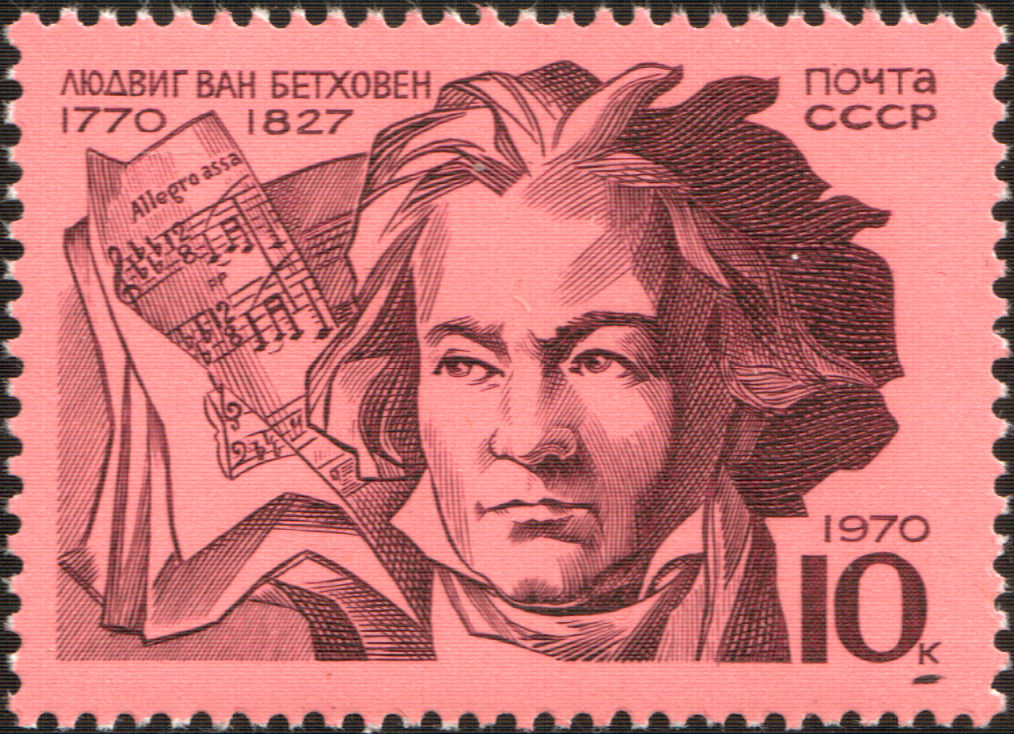
Марка СССР (1970)
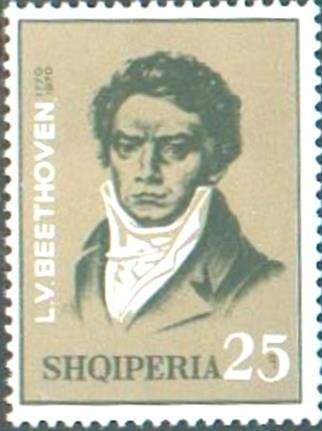
Марка Албании (1970)
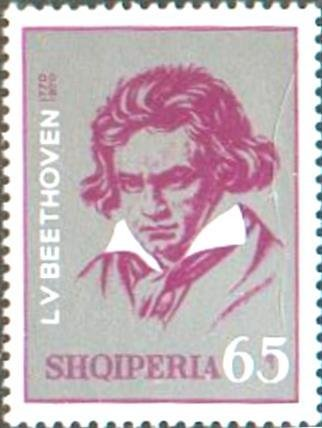
Марка Албании (1970)
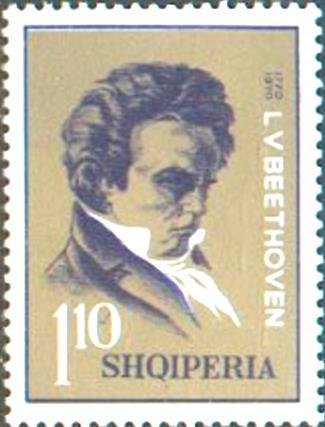
Марка Албании (1970)
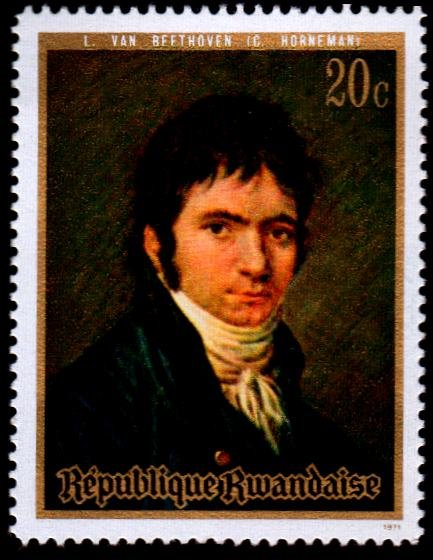
Марка Руанды (1971)
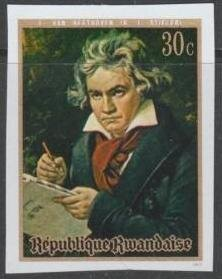
Марка Руанды (1971)
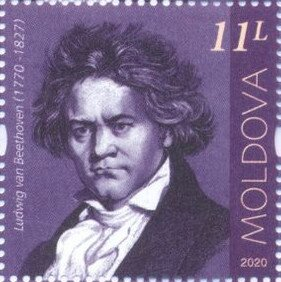
Марка Молдовы (2020)
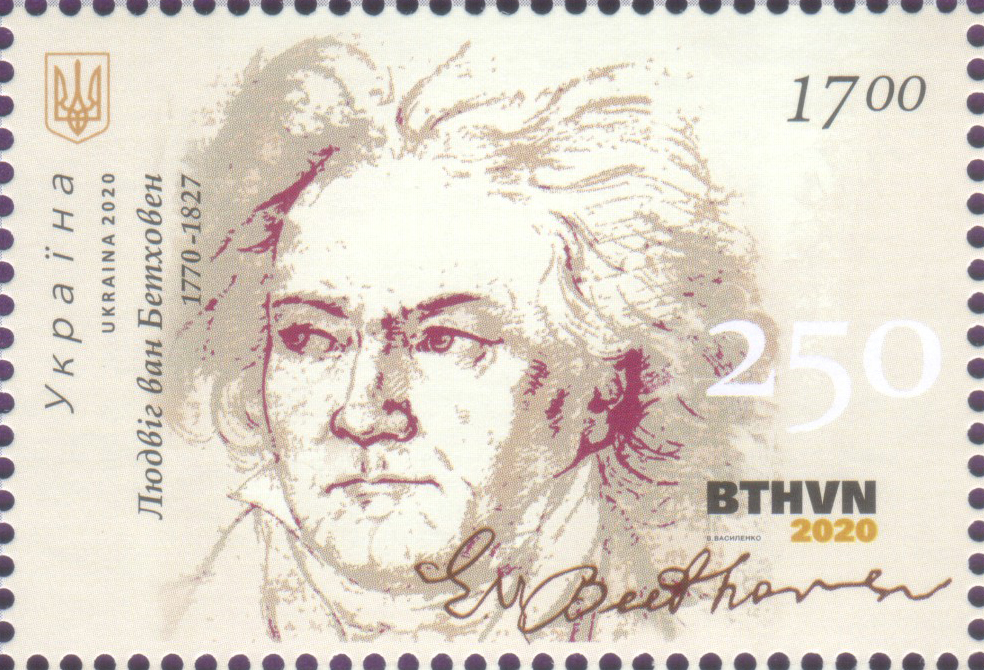
Почтовая марка Украины

- К 250-летию композитора немецким скульптором-концептуалистом Оттмаром Хёрлем были установлены 700 пластиковых статуй на Родине Бетховена в Бонне на площади Мюнстерплац. Концептуальная инсталляция, имеющая название «Наш Людвиг. Граждане для Бетховена», заняла более 1000 квадратных метров[37][38][39][40][41].